# Skat (Schiff)
Die Skat ist eine Megayacht, die in der Werft Lürssen in Bremen als „Projekt 9906“ gebaut wurde. Erster Besitzer war Charles Simonyi, ein Software-Entwickler und IT-Manager (u. a. bei Microsoft). Simonyi verkaufte die Yacht 2021, neuer Besitzer ist Kjell Inge Røkke.
Die Bauform, die graue Farbe und weitere Details (z. B. Anbringung und Schriftart der Projektnummer '9906' am Rumpf) verleihen der Yacht das Aussehen eines  Kriegsschiffes.

## Ausstattung
Die Skat verfügt über vier Decks, die alle durch einen Aufzug miteinander verbunden sind. Daneben gibt es auch Lastenaufzüge. Die Skat bietet fünf Gästekabinen mit einer Gesamtkapazität von zehn Gästen. An Bord befindet sich ein Fitness-Studio, eine Aussichtsplattform sowie ein Hubschrauberlandeplatz auf dem obersten Deck. 
Neben zwei Tenderbooten, die in Garagen untergebracht sind, besitzt die Skat auch zwei Jet-Skis. Weiterhin befinden sich Motorräder an Bord. 
„Skat“ ist ein dänischer Begriff für „Liebling“, nach eigenen Angaben wurde Simonyi von einer früheren Freundin so genannt.